# 加勒普斯 (亞利桑那州)
加勒普斯（英語：Gallups）是位於美國亞利桑那州希拉縣的一個非建制地區。該地的面積和人口皆未知。

## 地理
加勒普斯的座標為34°04′43″N 111°11′11″W / 34.07861°N 111.18639°W，而該地的平均海拔高度為1266米（即4153英尺）。